# Nationalliberale Partei

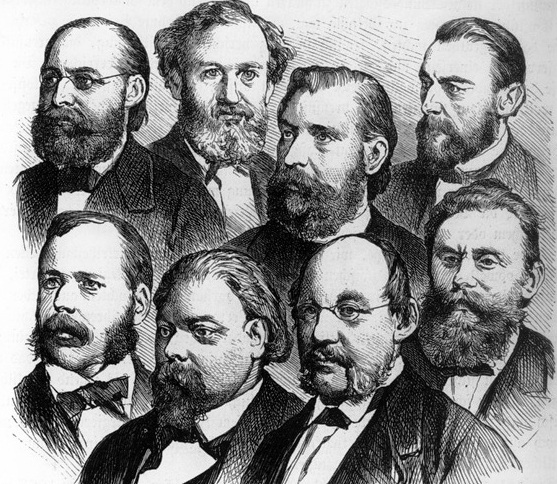
Führende Politiker des frühen Nationalliberalismus obere Reihe von links nach rechts: Wilhelm Wehrenpfennig, Eduard Lasker, Heinrich von Treitschke, Johannes Miquel, untere Reihe von links nach rechts: Franz von Roggenbach, Karl Braun, Rudolf Gneist, Ludwig Bamberger

Die Nationalliberale Partei (NLP) war eine liberale Partei während des Norddeutschen Bunds und Deutschen Kaiserreichs, die 1866/1867 aus einer Abspaltung des rechten Flügels der Deutschen Fortschrittspartei hervorgegangen war und 1918 in der Deutschen Volkspartei aufging.

## Programmatik
Kernpunkte des Parteiprogramms waren die nationale Einigung, zu deren Erreichung Parteivertreter auch auf Bismarck setzten, ein parlamentarischer und konstitutioneller Rechtsstaat und Umwandlung des Deutschen Kaiserreiches in einen modernen Industriestaat.
Die Nationalliberale Partei vertrat hauptsächlich die Interessen des national und/oder liberal gesinnten protestantischen Bildungs- und Besitzbürgertums sowie des industriellen Großbürgertums.
Als offizielles Organ wurde die Nationalliberale Correspondenz herausgegeben.

## Geschichte
Die Nationalliberale Partei ging 1866/67 zunächst als Abspaltung aus der Deutschen Fortschrittspartei hervor, erhielt dann aber rasch Zuzug aus den von Preußen damals annektierten Gebieten wie Hannover oder Kurhessen und den außerpreußischen Staaten des neugegründeten Norddeutschen Bundes. Auch der Kongreß deutscher Volkswirte in Braunschweig im August 1866 wirkte an der Bildung der Nationalliberalen Partei mit. Anlass der Spaltung war die Indemnitätsvorlage Otto von Bismarcks. Nachdem erhebliche Teile der liberalen Opposition auf dem parlamentarischen Bewilligungsrecht bestanden hatten, konstituierten sich diejenigen Liberalen, die Bismarck nachträglich „Indemnität“ für sein Regieren ohne ordnungsgemäßes Budget gewähren wollten, am 17. November 1866 im preußischen Abgeordnetenhaus als „Fraktion der nationalen Partei“ mit zunächst 19 Mitgliedern, darunter Karl Twesten, Eduard Lasker und Friedrich Hammacher; diese strebte eine Zusammenarbeit mit Bismarck an, um die Einheit Deutschland mit möglichst vielen liberalen Elementen zu vollenden. Ende Februar 1867 schlossen sich über siebzig Abgeordnete im norddeutschen Reichstag zur „Fraktion der Nationalliberalen Partei“ zusammen. Das offizielle Parteigründungsprogramm wurde am 12. Juni 1867 verabschiedet.

### Nach der Reichsgründung
Nach der Reichsgründung wurde die Nationalliberale Partei bei der Reichstagswahl 1871 mit 30,2 Prozent der Stimmen auf Anhieb zur stärksten Fraktion im Reichstag. Bis 1878 blieben sie die stärkste Partei im Parlament. Wie schon im Norddeutschen Bund wurden die Nationalliberalen durch ihre Zusammenarbeit mit Bismarck zur „Quasi-Regierungspartei“ und waren für die umfangreiche Gesetzgebungstätigkeit im ersten deutschen Nationalstaat mitverantwortlich.
Die Nationalliberalen galten als mitgliederschwache Honoratiorenpartei, die ihre Basis in lokalen Wahlvereinen hatte. Die Hauptarbeit geschah in der Reichstagsfraktion. Ein Ausgleich für eine straffe, reichsweite Organisation war die Zusammenarbeit mit Interessenverbänden wie ab den 1880er Jahren dem Centralverband deutscher Industrieller und ab 1890 auch dem völkischen und imperialistischen Alldeutschen Verband. Damit einher ging eine Einflussnahme auf die politische Arbeit der Partei.
Bismarck stützte sich beim Kulturkampf auf die nationalliberale Fraktion im Reichstag. Für die Einführung des Sozialistengesetzes stimmte eine Mehrheit der nationalliberalen Abgeordneten (jedoch nicht mehr bei der angestrebten Verlängerung 1890). Wegen der von den meisten Nationalliberalen abgelehnten Einführung von Schutzzöllen durch Bismarck zerbrach die Partei 1879/80. Zunächst traten 15 Abgeordnete des rechten und später 28 bekannte Vertreter der Mitte und des linken Flügels aus (siehe Liberale Vereinigung).
1883 legte Rudolf von Bennigsen den Parteivorsitz nieder und Johannes von Miquel wurde neuer Parteivorsitzender. 1884 schwenkte die verbleibende Partei mit dem Heidelberger Programm auf eine „bismarcktreue, stramm nationale, etatistische und imperialismusfreundliche“ (Wehler) Politik ein. Man ging immer enger mit den Konservativen zusammen (siehe Deutschkonservative Partei); diese Politik fand in der Bildung des Kartells der „staatstragenden“ Parteien 1887 (siehe Kartellreichstag, Kartellparteien) ihren Höhepunkt. Bei den vier folgenden Reichstagswahlen mussten die Nationalliberalen deutliche Stimmenverluste hinnehmen.

### Frühes 20. Jahrhundert
Ab 1901 begann eine vorsichtige Annäherung an die (links-)liberalen Parteien (Freisinnige Volkspartei/Freisinnige Vereinigung). Die von den Jungliberalen erhoffte Vereinigung zu einer großen liberalen Partei scheiterte am Widerstand der Parteiführung. Ab 1905 war Ernst Bassermann Parteivorsitzender.
Nach der Jahrhundertwende führte die Partei eine Modernisierung der Organisationsstruktur durch, doch auch nach dem Aufbau eines dichten Vereinsnetzes waren die Nationalliberalen immer noch von der Gunst der Verbände abhängig, zu denen sich auch der Deutsche Flottenverein gesellte. Dennoch verlor die ehemals dominierende Kraft im Reichstag immer mehr an Bedeutung und erreichte bei der letzten Reichstagswahl 1912 nur noch 13,6 Prozent der Stimmen.

### Erster Weltkrieg
Die Nationalliberalen unterstützten im Krieg eine offensive Ausrichtung in der Militär-, Flotten- und Kolonialpolitik und im Ersten Weltkrieg den uneingeschränkten U-Boot-Krieg und weitreichende Annexionen durch das Reich.
Die Partei lehnte die Friedensresolution von SPD, Zentrum und Fortschrittlicher Volkspartei zunächst ab. Später schloss sich der linke Flügel der Resolution an, nachdem die innerparteilichen Gegensätze durch die negative Entwicklung des Krieges wieder stärker hervorgetreten waren.
Nach der Novemberrevolution 1918 zerfiel die Nationalliberale Partei:
Ihr linker Flügel schloss sich der Deutschen Demokratischen Partei (DDP) an, einige Vertreter des rechten Flügels der Deutschnationalen Volkspartei (DNVP). Die Mehrheit der Mitglieder gründete unter Führung Gustav Stresemanns die Deutsche Volkspartei (DVP), die während der Weimarer Republik häufig die Reichsregierung mitbildete.

## Parteivorsitzende
- Rudolf von Bennigsen (1867–1883)
- Johannes von Miquel (1883–1901)
- Ernst Bassermann (1905–1912)
- Robert Friedberg (1917–1918)

## Bekannte Mitglieder
Führende Vertreter der Nationalliberalen waren Rudolf von Bennigsen, Johannes von Miquel, Ludwig Bamberger, Eduard Lasker, Friedrich Hammacher, Gustav Haarmann, Arthur Johnson Hobrecht, August Metz, Karl Twesten und Hans Victor von Unruh sowie Friedrich Oetker im Großherzogtum Hessen und in der preußischen Provinz Hessen-Nassau im 19. Jahrhundert, Ernst Bassermann, Robert Friedberg, Walter Lohmann und Gustav Stresemann bis zur Auflösung der Partei.